# Вільна група

Граф Келі вільної групи породженої двома елементами a і b

В теорії груп, група G називається вільною групою, якщо існує підмножина S в G, така що кожен елемент G записується єдиним чином як добуток скінченного числа елементів S і їх обернених елементів. (Єдиність розуміється з точністю до тривіальних комбінацій на зразок st = su-1ut.) Говорять, що G (вільно) породжена S і пишуть: FS або Fn, якщо S є множина з n елементів.

## Явна побудова
Для формального визначення поняття, яке обговорювалося вище, можна застосувати явну побудову (довівши тим самим існування вільних груп. Нехай маємо множину S елементи якої називатимемо символами і для кожного символу s з S введемо символ s-1; множину останніх позначимо S-1. Хай
{\displaystyle T=S\cup S^{-1}.}
Визначимо слово над S як скінченну послідовність не обов'язково різних символів з T, записаних один за одним. Разом з операцією конкатенації  множина слів над S стає напівгрупою. Вважатимемо, що в множині слів є також порожнє слово {\displaystyle \varepsilon }, яке не містить жодних символів. Таким чином одержуємо моноїд слів над S.
Приклад. S = {а,b,c}. T = {а, а-1,b,b-1,c,c-1}. Два слова
{\displaystyle \alpha =abc^{-1}a,~~\beta =b^{-1}ba^{-1}.}
Їх конкатенація:
{\displaystyle \gamma =\alpha \beta =abc^{-1}ab^{-1}ba^{-1}.}
Нагадаємо, що, наприклад {\displaystyle \alpha \varepsilon =\alpha =abc^{-1}a.}
Введемо тепер правило редукції слів. Якщо в деякому слові за символом (символу) з S слідує (передує) відповідний йому символ з S-1, то видалення цієї пари символів назвемо редукцією. Слово називається зредукованим, якщо в ньому більше не можна провести редукцію. Повною редукцією називається послідовне застосування редукції до даному слову до тих пір, поки воно не стане зредукованим. Наприклад, із слова γ (див. приклад вище) після повної редукції виходить зредуковане слово: abc-1.
Також для розвитку теорії слід довести, що зредуковане слово не залежить від порядку видалення підходящих пар.
Справді дане твердження очевидно вірне для слів з двох символів. Тому використаємо метод математичної індукції. Нехай маємо деяке слово w = uxx-1v. Якщо ми доведемо, що будь-яке зредуковане слово з w може бути отримане, якщо спершу редукувати розглянуту пару, то можна використати індукцію для коротшого слова  uv. Тому припустимо, що деяке редуковане слово не можна одержати подібним чином. Тоді при одержанні цього слова дана пара взагалі не скорочується інакше помінявши місцями редукції матимемо редукцію даної пари xx-1 на першому місці. Оскільки також дана пара не може бути у зредукованому слові маємо дві можливості:
{\displaystyle u_{1}x^{-1}{\underline {xx^{-1}}}v_{1}\Rightarrow u_{1}{\underline {x^{-1}}}v_{1}} або
{\displaystyle u_{1}{\underline {xx^{-1}}}xv_{1}\Rightarrow u_{1}{\underline {x}}v_{1}}
де підкреслені елементи з розглянутої пари.
Проте оба результати аналогічні тим, які можуть бути одержані редукцією нашої пари і ми приходимо до попереднього випадку.
Вільною групою FS, породженою множиною S, ( вільною групою над S) називається група зредукованих слів над S з операцією конкатенації (за якою слідує повна редукція результату при необхідності).

## Властивості
- Всі вільні групи, породжені рівнопотужними множинами, ізоморфні. При цьому потужність множини, що породжує дану вільну групу, називається її рангом.
- Вільна група Fn ізоморфна вільному добутку n копій {\displaystyle \mathbb {Z} }.
- Теорема Нільсена - Шрайера: будь-яка підгрупа вільної групи вільна.
- Будь-яка група G є факторгрупа деякої вільної групи FS по деякій її підгрупі H. За S можуть бути узяті твірні G. Тоді існує природний епіморфізм {\displaystyle f:F_{S}\to G}. Ядро H цього епіморфізму є множиною співвідношень задання {\displaystyle G=\langle S,H\rangle .}
- Комутант вільної групи скінченного рангу має нескінченний ранг. Наприклад, комутант породженої двома елементами вільної групи F(а,b)  - це вільна група, породжена всіма комутаторами {\displaystyle [a^{n},b^{m}]m,n\neq 0.}

## Універсальність
Вільна група FS  — це в деякому розумінні найзагальніша група, породжена множиною S. А саме, для будь-якої групи G і будь-якого відображення множин {\displaystyle ~f\colon S\to G} існує єдиний гомоморфізм груп {\displaystyle \varphi \colon F_{S}\to G}, для якого наступна діаграма комутативна:
Таким чином, існує взаємно однозначна відповідність між множиною відображень {\displaystyle S\to G} і гомоморфізмів {\displaystyle F_{S}\to G.}
Вказану вище властивість можна прийняти за визначення вільної групи, при цьому вона визначена лише з точністю до ізоморфізму, як і будь-який універсальний об'єкт. Ця властивість називається універсальністю вільних груп. Множину S називають базисом групи Fs. Одна і та ж вільна група може мати різні базиси.